# آرون أروسميث
آرون أروسميث (بالإنجليزية: Aaron Arrowsmith)‏ (1750 - 1823 م) هو عالم بالخرائط، إنكليزي.
كان يدير شركة تقوم بتوفير أحدث الاستكشافات الجغرافية في خرائط تفصيلية. وتولى الشركة بعد وفاته ابن شقيقه جون أروسميث (1790 - 1873 م).

## روابط خارجية
- آرون أروسميث على موقع الموسوعة البريطانية (الإنجليزية)